# Tiêu thất
Tiêu thất hay hồ tiêu thuốc, trầu thuốc (danh pháp hai phần: Piper cubeba) là cây thuộc chi Hồ tiêu, được trồng để lấy quả và lấy tinh dầu.
Loài cây này được trồng phổ biến ở Indonesia. Ngoài ra còn được trồng ở Ấn Độ, Trung Quốc, Campuchia, Malaysia. Tại Việt Nam, cây tiêu thất có ở Lâm Đồng, Đồng Nai.

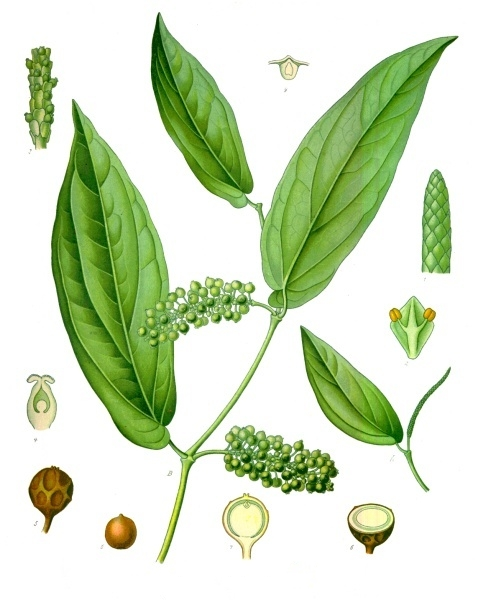
Piper cubeba, theo Köhler's Medicinal Plants (1887)

Tiêu thất là cây dây leo, thân có nhiều ống tiết.

## Hoá học
Quả tiêu thất khô có chứa các monoterpen (sabinen 50%, α-thujen và caren) và cácsesquiterpen (caryophyllen, copaen, α- và β-cubeben, δ-cadinen, germacren), các oxid 1,4- và 1,8-cineol và rượu cubebol.
Tinh dầu tiêu thất chứa Cubeben, dạng lỏng, có công thức C15H24.
Cubebin (C10H10O3) là chất có dạng tinh thể được Eugène Soubeiran và Capitaine phát hiện trong tiêu thất năm 1839. Nó có thể được điều chế từ cubeben hoặc từ bã sau khi cất tinh dầu.
Cây tiêu thất có nhiều tác dụng dược lý do có chứa gôm, các dầu no, các muối malat của magnesi và calci, axit cubeic và resin.

## Sử dụng
Dầu hạt tiêu thất dùng để trị các bệnh về niệu sinh dục. Quả trị một số bệnh đường tiêu hoá.

## Hình ảnh

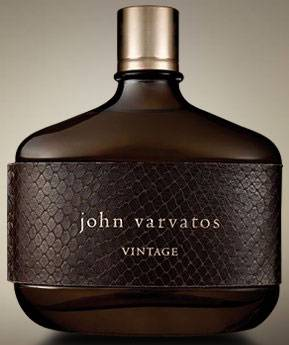
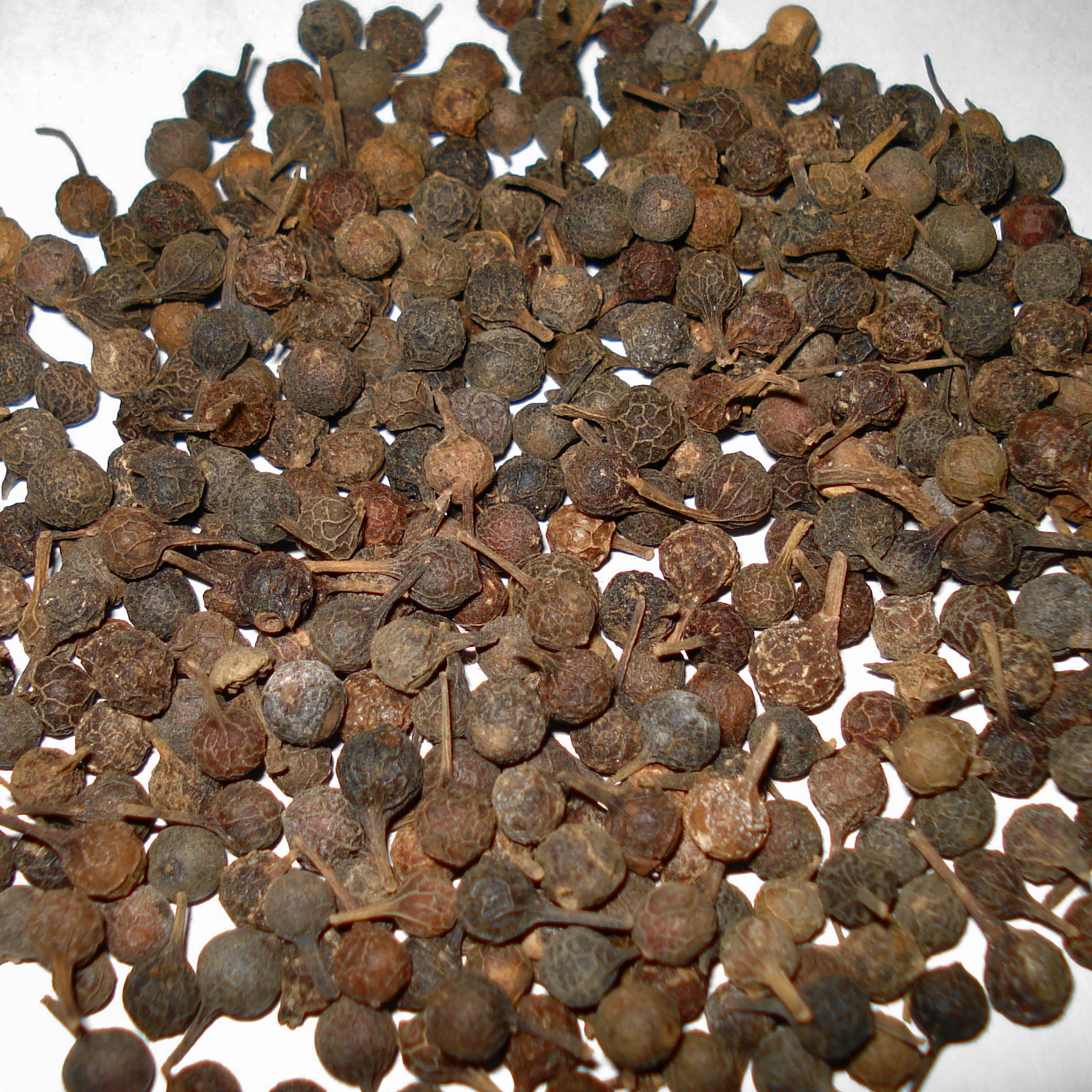
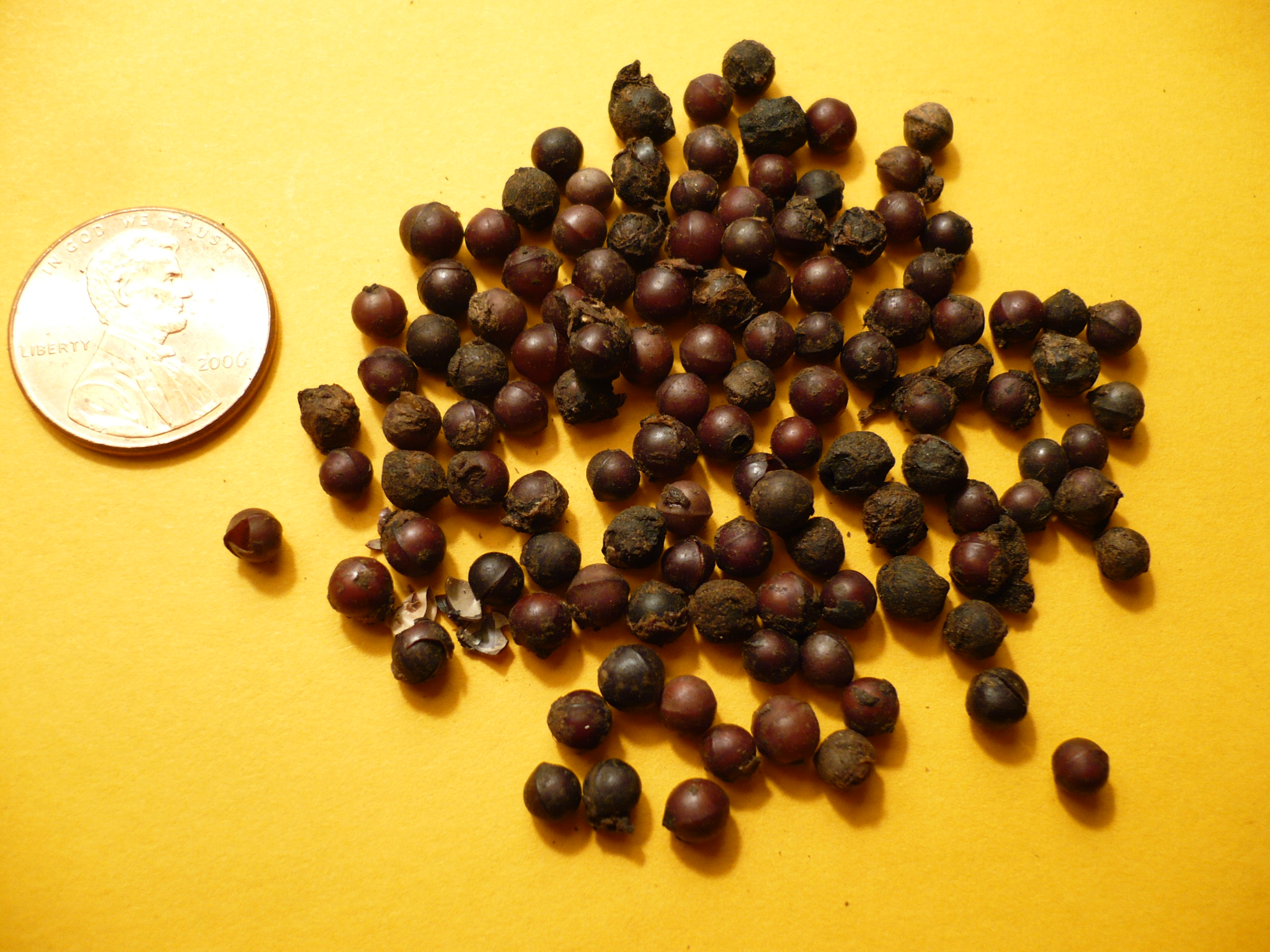
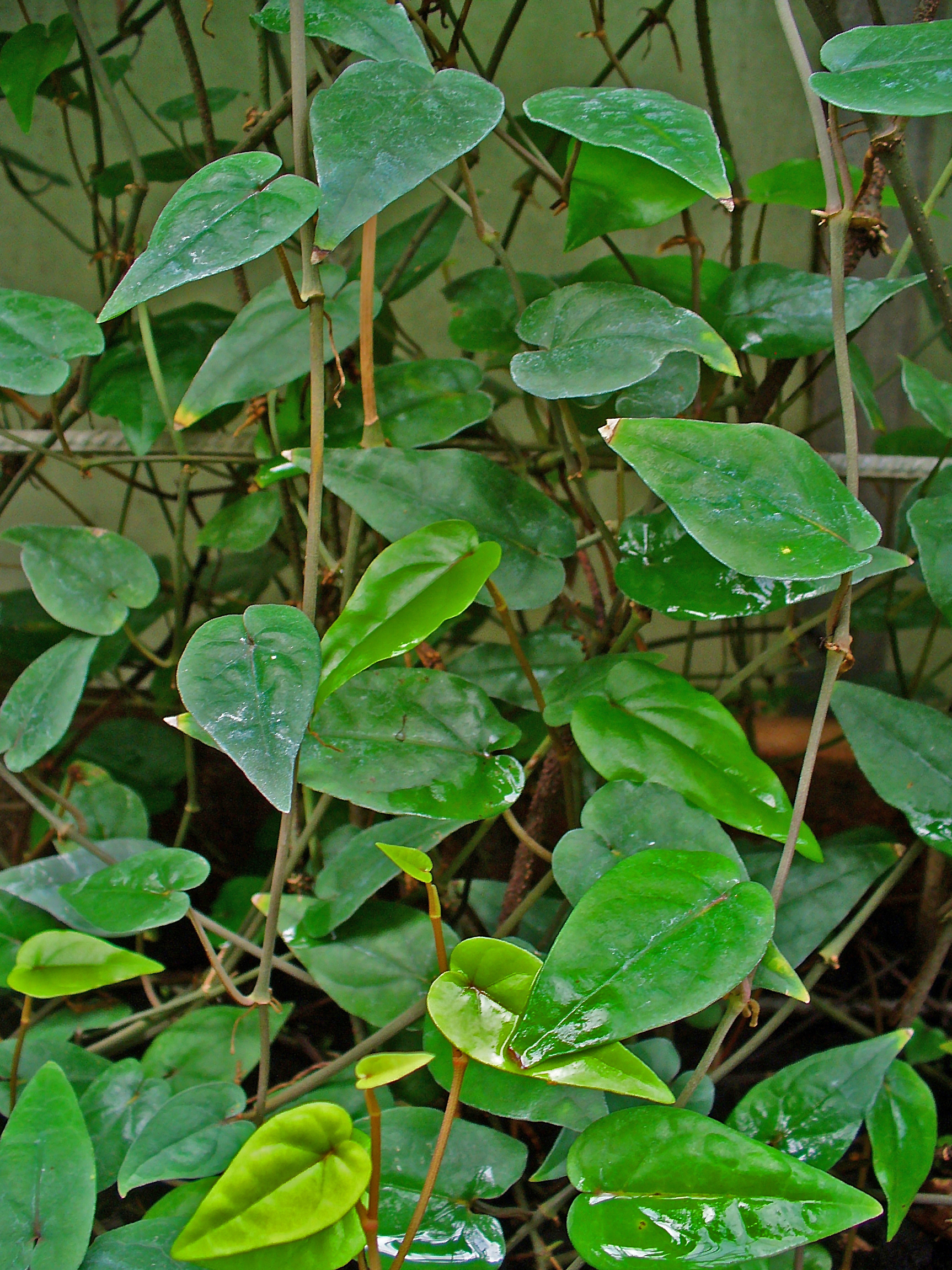